# Râul Valea Mărului, Someș
Râul Valea Mărului este un curs de apă, afluent al râului Someșul Mic. 